# Scleroderma floridanum
Scleroderma floridanum är en svampart som beskrevs av Guzmán 1967. Scleroderma floridanum ingår i släktet Scleroderma och familjen rottryfflar.   Inga underarter finns listade i Catalogue of Life.